# Простагма
Простагма je врста византијских царских повеља наредбодавног карактера, која се по садржају и спољним знацима разликује од свечанијих даровних аката - хрисовуља. 
По садржају то су најчешће краће административне наредбе упућене царском чиновнику или поверљивом лицу. Обично су писане на хартији проширеног формата, немају царевог потписа и печата, а на крају текста налази се црвеним мастилом писан царев менологем, односно месец и индикт издавања документа. 
Право на издавање простагми у Византији припадало је искључиво главном цару, али је одлуком Михајла VIII Палеолога (новембра 1272) његов најстарији син и сацар Андроник II добио право да издаје простагме, које ће за разлику од главног цара потписивати пуним именом и са титулом василевса. 
Прве сачуване простагме византијских савладара потичу од Михајла IX (1294-1320), најстаријег сина и сацара Андроника II Палеолога. Када су у питању српски средњовековни владари, простагме писане грчким језиком издавао је још краљ Стефан Душан, и то после великих успеха у походима против Византије. Из времена септембар - децембар 1345. сачуване су три његове простагме које се донекле разликују од византијских узора; две од њих српски краљ је кратко потписао, а један има тзв. менологем. Из царске канцеларије Стефана Душана (после крунисања 16. априла 1346) сачуване су четири грчки писане простагме које по свом формулару потпуно одговарају византијским узорима, а на крају имају царев менологем (1346, 1352/ 53). У тексту Душановог законика простагме су уз хрисовуље наведене као основна врста докумената царске канцеларије. Припадници династије Немањића, који су после смрти цара Стефана Душана владали у Тесалији (1359-1373), такође су издавали грчки писане простагме: Симеон Урош (Синиша) Палеолог (маја 1362) и његов син цар Јован Урош (новембра 1372).